# Milán-Turín 2020
La 101.ª edición de la clásica ciclista Milán-Turín fue una carrera en Italia que se celebró el 5 de agosto de 2020 sobre un recorrido de 198 kilómetros con inicio en la ciudad de Mesero y final en la ciudad de Stupinigi.
La carrera formó parte del UCI ProSeries 2020, calendario ciclístico mundial de la segunda división, dentro de la categoría UCI 1.Pro y fue ganada por el francés Arnaud Démare del Groupama-FDJ. Completaron el podio, como segundo y tercer clasificado respectivamente, el australiano Caleb Ewan del Lotto Soudal y el belga Wout van Aert del Jumbo-Visma.

## Equipos participantes
Tomaron parte en la carrera 22 equipos: 14 de categoría UCI WorldTeam invitados por la organización, 7 de categoría UCI ProTeam y la selección nacional de Italia. Formando así un pelotón de 149 ciclistas de los que acabaron 146. Los equipos participantes fueron:
| WorldTeams (14)- AG2R La Mondiale - Astana - Bora-Hansgrohe - CCC Team - Deceuninck-Quick Step - Groupama-FDJ - Israel Start-Up Nation - Lotto Soudal - Mitchelton-Scott - Movistar Team - Ineos - Jumbo-Visma - Trek-Segafredo - UAE Team Emirates ProTeams (7)- Alpecin-Fenix - Androni Giocattoli-Sidermec - Bardiani CSF Faizanè - Circus-Wanty Gobert - Gazprom-RusVelo - Arkéa-Samsic - Vini Zabù-KTM Equipo nacional- Italia |
| |

## Clasificación final
- Las clasificaciones finalizaron de la siguiente forma:[3]

| \| Clasificación general \| Clasificación general \| Clasificación general \| Clasificación general \| Clasificación general \| \| Ciclista \| Ciclista \| Equipo \| Tiempo \| \| \| --------------------- \| --------------------- \| --------------------------- \| --------------------- \| --------------------- \| \| 1.º \| Arnaud Démare \| Groupama-FDJ \| 4 h 18 min 57 s \| \| \| 2.º \| Caleb Ewan \| Lotto-Soudal \| + 0 s \| \| \| 3.º \| Wout van Aert \| Jumbo-Visma \| + 0 s \| \| \| 4.º \| Peter Sagan \| Bora-Hansgrohe \| + 0 s \| \| \| 5.º \| Danny van Poppel \| Circus-Wanty Gobert \| + 0 s \| \| \| 6.º \| Nacer Bouhanni \| Arkéa-Samsic \| + 0 s \| \| \| 7.º \| Fernando Gaviria \| UAE Team Emirates \| + 0 s \| \| \| 8.º \| Manuel Belletti \| Androni Giocattoli-Sidermec \| + 0 s \| \| \| 9.º \| Dion Smith \| Mitchelton-Scott \| + 0 s \| \| \| 10.º \| Benjamin Swift \| Team Ineos \| + 0 s \| \| |                  |                             |                 |
| |                  |                             |                 |
| Fuente: ProCyclingStats |                  |                             |                 |
| Clasificación general |                  |                             |                 |
| Ciclista | Ciclista         | Equipo                      | Tiempo          |
| 1.º | Arnaud Démare    | Groupama-FDJ                | 4 h 18 min 57 s |
| 2.º | Caleb Ewan       | Lotto-Soudal                | + 0 s           |
| 3.º | Wout van Aert    | Jumbo-Visma                 | + 0 s           |
| 4.º | Peter Sagan      | Bora-Hansgrohe              | + 0 s           |
| 5.º | Danny van Poppel | Circus-Wanty Gobert         | + 0 s           |
| 6.º | Nacer Bouhanni   | Arkéa-Samsic                | + 0 s           |
| 7.º | Fernando Gaviria | UAE Team Emirates           | + 0 s           |
| 8.º | Manuel Belletti  | Androni Giocattoli-Sidermec | + 0 s           |
| 9.º | Dion Smith       | Mitchelton-Scott            | + 0 s           |
| 10.º | Benjamin Swift   | Team Ineos                  | + 0 s           |

## UCI World Ranking
La Milán-Turín otorgó puntos para el UCI Europe Tour 2020 y el UCI World Ranking, este último para corredores de los equipos en las categorías UCI WorldTeam, UCI ProTeam y Continental. Las siguientes tablas son el baremo de puntuación y los 10 corredores que obtuvieron más puntos:
| Posición              | 1.º | 2.º | 3.º | 4.º | 5.º | 6.º | 7.º | 8.º | 9.º | 10.º | 11.º | 12.º | 13.º | 14.º | 15.º | 16.º-30.º | 31.º-40.º |
| Clasificación general | 200 | 150 | 125 | 100 | 85  | 70  | 60  | 50  | 40  | 35   | 30   | 25   | 20   | 15   | 10   | 5         | 3         |

| Clasificación |                  |                             |         |
| Posición      | Ciclista         | Equipo                      | General |
| ------------- | ---------------- | --------------------------- | ------- |
| 1.º           | Arnaud Démare    | Groupama-FDJ                | 200     |
| 2.º           | Caleb Ewan       | Lotto Soudal                | 150     |
| 3.º           | Wout van Aert    | Jumbo-Visma                 | 125     |
| 4.º           | Peter Sagan      | Bora-Hansgrohe              | 100     |
| 5.º           | Danny van Poppel | Circus-Wanty Gobert         | 85      |
| 6.º           | Nacer Bouhanni   | Arkéa Samsic                | 70      |
| 7.º           | Fernando Gaviria | UAE Emirates                | 60      |
| 8.º           | Manuel Belletti  | Androni Giocattoli-Sidermec | 50      |
| 9.º           | Dion Smith       | Mitchelton-Scott            | 40      |
| 10.º          | Benjamin Swift   | INEOS                       | 35      |